# Consequence (magazine)
Pour les articles homonymes, voir Conséquence.
Consequence (anciennement nommé Consequence of Sound) est un site web indépendant d'actualités, d'interviews, d'éditoriaux et de critiques consacré à la musique, au cinéma et à la télévision, créé en septembre 2007 à Chicago par Alex Young et maintenant basé à New York.

## Histoire
En septembre 2007, Alex Young fonde Consequence of Sound à partir du nom de la chanson Consequence of Sounds de Regina Spektor. Depuis, le site emploie plus de cinquante rédacteurs, graphistes et photographes. Michael Roffman et Adam Kivel en sont les rédacteurs en chef et Chris Coplan en est le directeur des publications.
Depuis octobre 2011, Consequence of Sound fournit les analyses des nouveaux albums au site web du Time. Une version mobile est disponible depuis mars 2012 et le South by Southwest.
La partie la plus populaire du site est le Festival Outlook, qui publie les rumeurs concernant les artistes jouant dans les festivals. Cependant, cela a généré quelques controverses : en 2009, Paul McCartney et The Killers sont annoncés en tête d'affiche du Coachella Festival avant même la programmation officielle, et de même en 2010 pour Muse, Jay-Z et Gorillaz.
Metacritic utilise les critiques et les notations de Consequence of Sound pour le score basé sur les avis professionnels. Le site est également considéré par Technorati comme faisant partie des sites webs musicaux les plus influents, comme le meilleur blog de musique de l'année en 2010 par About.com.
Le 7 avril 2021, la webzine se renomme en Consequence et effectue une refonte complète de son site. Consacré a la musique à ses débuts, le site s'est diversifié au fil du temps en couvrant le cinéma et la télévision, d'où la volonté d'un nom plus général.